# 16049 D’Amore
A 16049 D’Amore (ideiglenes jelöléssel (16049) 1999 JS32) a Naprendszer kisbolygóövében található aszteroida. A LINEAR projekt keretében fedezték fel 1999. május 10-én.